# Seris
Pour les articles homonymes, voir Seris (homonymie).
Seris ou Seris Security, anciennement Sécurifrance, est un des principaux groupes français de sécurité privée et le dixième dans le monde.

## Historique
En 1976, sept ans après avoir rejoint l'entreprise en charge de l'administratif, Guy Tempereau, rachète l'entreprise endettée aux fondateurs qui l'avait crée en 1968. À partir de 1985, l'entreprise acquiert des concurrents français (NS2 Domos, etc.). Puis, elle se développe à l'international avec en 2005, la filiale gardiennage Rentokil en Belgique, en 2015 en Afrique et en 2019 en Pologne (Konsalnet).
En 2020, le groupe fait partie des 10 plus grandes entreprises de sécurité privée dans le monde,.